# Paris Saint-Germain Football Club 1971-1972
Questa voce raccoglie le informazioni riguardanti il Paris Saint-Germain Football Club nelle competizioni ufficiali della stagione 1971-1972.

## Stagione
Al suo esordio in massima divisione, il Paris Saint-Germain centrò la salvezza giungendo al sedicesimo posto (a quattro punti dalla zona retrocessione), ma alla fine della stagione subì una scissione a livello societario dovuta a problemi amministrativi legati al consiglio comunale di Parigi, che deteneva il controllo del club. Il risultato fu la costituzione di un nuovo club (denominato Paris Football Club) costituito dai giocatori professionisti, mentre il Paris Saint-Germain avrebbe proseguito come club a regime amatoriale.

## Maglie e sponsor
Tutte le divise introdotte alla fondazione della squadra (firmate Le Coq Sportif) vengono confermate senza subire modifiche.
| Manica sinistra · Manica sinistra · Maglietta · Manica destra · Manica destra · Pantaloncini · Calzettoni |

## Organigramma societario
Area direttiva
- Presidente: Guy Créscent, poi Henri Patrelle

Area tecnica
- Allenatore: Pierre Phelipon

## Rosa
| N. |                    | Ruolo | Calciatore         |
| -- | ------------------ | ----- | ------------------ |
|    | Francia (bandiera) | P     | Fabrice Py         |
|    | Francia (bandiera) | P     | Camille Choquier   |
|    | Francia (bandiera) | P     | Guy Delhumeau      |
|    | Francia (bandiera) | D     | Daniel Guicci      |
|    | Francia (bandiera) | D     | Roland Mitoraj     |
|    | Francia (bandiera) | D     | Jean Djorkaeff     |
|    | Francia (bandiera) | D     | Pierre Phelipon    |
|    | Francia (bandiera) | D     | Sylvain Leandri    |
|    | Francia (bandiera) | D     | Jean-Paul Rostagni |
|    | Francia (bandiera) | D     | Daniel Solas       |
|    | Francia (bandiera) | D     | Claude Arribas     |
|    | Brasile (bandiera) | D     | Joel               |

| N. |                        | Ruolo | Calciatore              |
| -- | ---------------------- | ----- | ----------------------- |
|    | Inghilterra (bandiera) | C     | Jantzen Derrick         |
|    | Francia (bandiera)     | C     | Jean-Pierre Destrumelle |
|    | Francia (bandiera)     | C     | Daniel Horlavillee      |
|    | Francia (bandiera)     | C     | Bernard Béréau          |
|    | Francia (bandiera)     | C     | Bernard Guignedoux      |
|    | Francia (bandiera)     | C     | Jean-Louis Leonetti     |
|    | Francia (bandiera)     | A     | Jean-Claude Bras        |
|    | Francia (bandiera)     | A     | Jean-Louis Brost        |
|    | Francia (bandiera)     | A     | Gérard Hallet           |
|    | Francia (bandiera)     | A     | Jacques Rémond          |
|    | Francia (bandiera)     | A     | Michel Prost            |
|    | Italia (bandiera)      | A     | Aldo Signori            |

## Statistiche

### Statistiche di squadra
| Competizione     | Punti | Totale | Totale | Totale | Totale | Totale | Totale | DR  |
| Competizione     | Punti | G      | V      | N      | P      | Gf     | Gs     | DR  |
| ---------------- | ----- | ------ | ------ | ------ | ------ | ------ | ------ | --- |
| Division 1       | 30    | 38     | 10     | 10     | 18     | 34     | 64     | -30 |
| Coppa di Francia | -     | 1      | 0      | 0      | 1      | 0      | 1      | -1  |
| Totale           |       | 39     | 11     | 10     | 18     | 34     | -16    |     |